# Миди
Миди је врста ветра који је карактеристичан за средишњи део Француске. Спада у фенске ветрове и дува са Централног масива према граду Лиону. Веома је сув и топао.